# Glenwood (Illinois)
Glenwood es una villa ubicada en el condado de Cook en el estado estadounidense de Illinois. En el Censo de 2010 tenía una población de 8969 habitantes y una densidad poblacional de 1.108,85 personas por km².

## Geografía
Glenwood se encuentra ubicada en las coordenadas 41°32′27″N 87°36′40″O / 41.54083, -87.61111. Según la Oficina del Censo de los Estados Unidos, Glenwood tiene una superficie total de 8.09 km², de la cual 8.09 km² corresponden a tierra firme y (0%) 0 km² es agua.

## Demografía
Según el censo de 2010, había 8969 personas residiendo en Glenwood. La densidad de población era de 1.108,85 hab./km². De los 8969 habitantes, Glenwood estaba compuesto por el 27.28% blancos, el 66.66% eran afroamericanos, el 0.13% eran amerindios, el 0.3% eran asiáticos, el 0.1% eran isleños del Pacífico, el 3.32% eran de otras razas y el 2.2% pertenecían a dos o más razas. Del total de la población el 7.41% eran hispanos o latinos de cualquier raza.